# Czerwień allura
Czerwień allura, czerwień allura AC, E129 – organiczny związek chemiczny, ciemnoczerwony, spożywczy, smołowy barwnik azowy. Używana zwykle jako sól sodowa, ale również wapniowa lub potasowa. Maksimum widma absorpcji w roztworze wodnym to około 504 nm. Należy do tzw. szóstki z Southampton.

## Zastosowanie

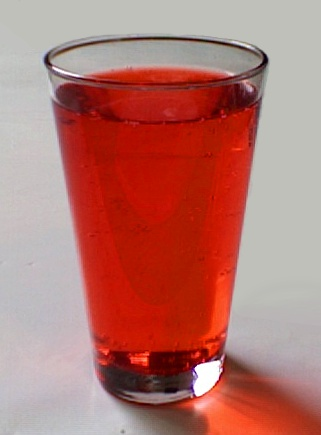
Czerwień allura w napoju truskawkowym

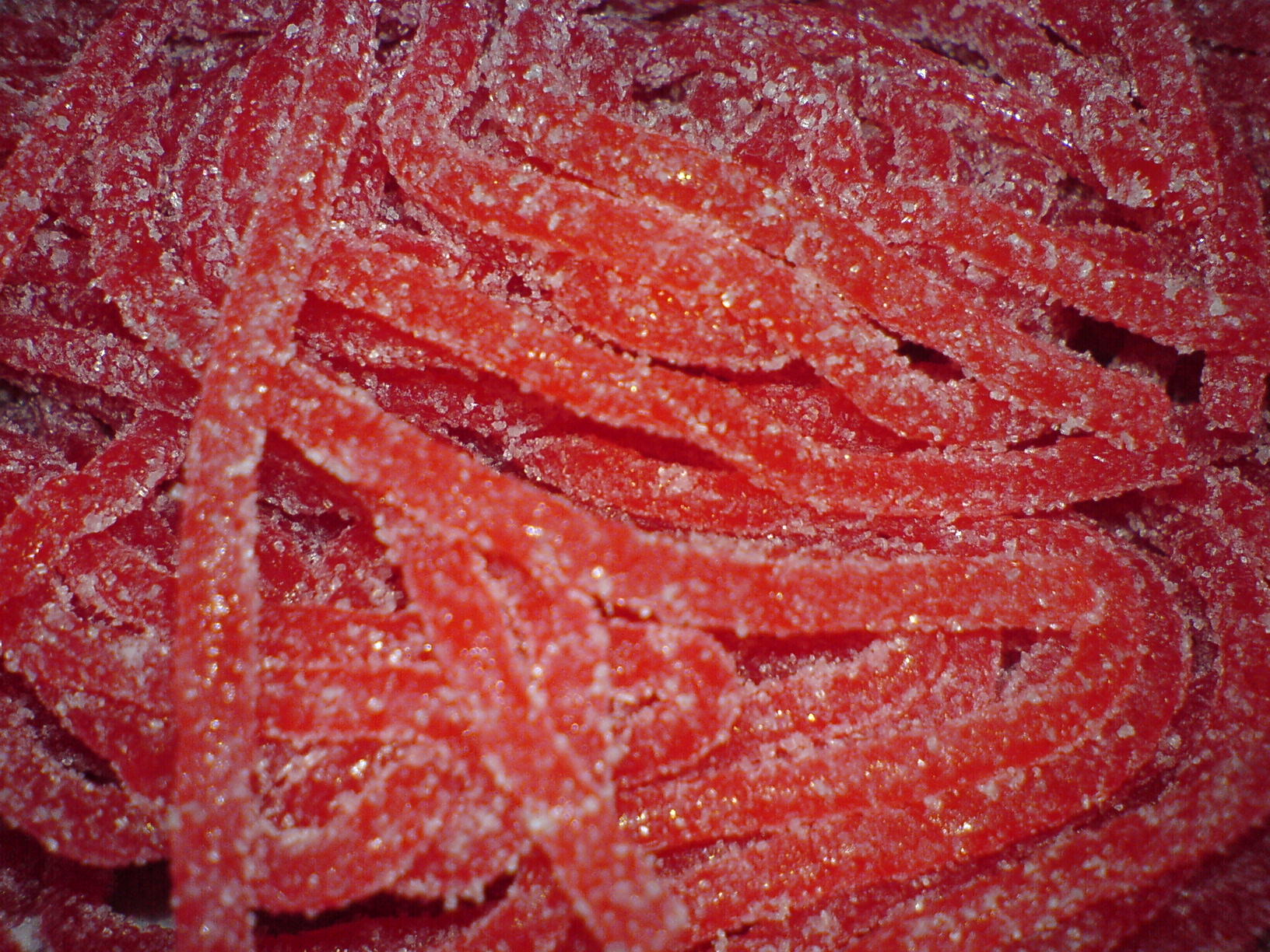
Czerwień allura w słodyczach

Pierwotnie czerwień allurę wprowadzono w Stanach Zjednoczonych jako substancję zastępującą amarant.
Dziś w przemyśle spożywczym jest używana do produkcji napojów (gazowanych i niegazowanych) wyrobów cukierniczych (głównie ciast biszkoptowych) i galaretek w proszku, a także płatków zbożowych, kasz i herbatników czekoladowych. Znajduje też zastosowanie w przemyśle kosmetycznym (np. szminki) oraz farmaceutycznym.

## Zagrożenia
Może wywoływać działania niepożądane typowe dla barwników azowych, ponadto ma szkodliwy wpływ na płodność zwierząt. Podejrzewa się, że powoduje pseudoalergie skóry lub dróg oddechowych, zwłaszcza przy nietolerancji aspiryny lub kwasu benzoesowego.
W „Tabeli dodatków i składników chemicznych” B. Stathama wskazana jest jako czynnik rakotwórczy, jednak według Międzynarodowej Agencji Badań nad Rakiem związek ten nie jest potwierdzonym ani prawdopodobnym czynnikiem rakotwórczym dla ludzi.

## Regulacje prawne
Unia Europejska dopuszcza używanie czerwieni allury jako barwnika spożywczego, jednak w Danii, Belgii, Szwajcarii, Francji i Szwecji jest ona zakazana. W Norwegii obowiązywał zakaz jej stosowania w latach 1978–2001 i wówczas była tam legalnie używana tylko w wyrobach alkoholowych i niektórych produktach rybnych.